# Seraphim Storheim
Seraphim Storheim est consacré évêque auxiliaire d'Edmonton en 1987 et devient évêque de l'archidiocèse du Canada en 1990. Il est élevé au rang d'archevêque lors de la réunion du Saint-Synode de printemps en mars 2007.

## Biographie
Le 5 octobre 2010, Seraphim Storheim démissionne provisoirement pour trois mois en attendant une enquête de la police de Winnipeg. Le siège de l'église à New York a publié un communiqué de presse en octobre 2010 précisant que Storheim faisait l'objet d'une enquête après qu'une plainte pour « inconduite » d'environ 25 ans plus tôt avait été enregistrée auprès de la police du Manitoba. Il est également rapporté que Storheim avait envoyé une lettre d'excuses à la mère des garçons impliqués lui demandant ce qu'il aurait pu faire de mal. Elle avait auparavant refusé de répondre aux appels qu'il lui avait passés après avoir affirmé qu'il avait parlé de "trucs sales" avec ses garçons. Les preuves du procès ont montré de manière concluante que Storheim avait parlé de la puberté avec l'un de ses garçons et un adolescent en visite de Caroline du Nord qui avait déjà étudié sous sa direction.
Le 30 novembre 2010, lors d'une réunion spéciale convoquée par le métropolite Jonah Paffhausen, le Saint-Synode des évêques de l'Église orthodoxe d'Amérique décide de suspendre l'archevêque Seraphim. Cette décision est prise après des délibérations minutieuses et conformément aux politiques et procédures de l'Église orthodoxe en Amérique mandatées dans les cas d'allégations d'inconduite sexuelle.
Le 17 novembre 2011, une audience préliminaire a lieu  pour déterminer s'il y avait suffisamment de preuves pour que l'affaire passe en jugement. Storheim plaide non coupable. Une interdiction ordonnée par le tribunal empêche alors la publication de détails spécifiques.
Le 24 janvier 2014, Storheim est reconnu coupable d'avoir agressé un seul des garçons.
En juillet 2014, il est condamné à huit mois d'emprisonnement. En prononçant la sentence, le juge Christopher Mainella déclare : « La conduite de l'accusé était un abus de confiance déplorable et flagrant. L'agression sexuelle a causé un traumatisme émotionnel permanent à l'enfant qui a maintenant 40 ans, qui vit avec l'effet de le comportement de l'accusé à ce jour et vivra avec ce traumatisme émotionnel bien après l'expiration de la peine du tribunal. » Un peu plus d'une semaine plus tard, l'avocat de Storheim fait appel devant la Cour d'appel du Manitoba. Storheim est libéré sous caution dans l'attente des résultats de son appel. Celui-ci est rejeté le 5 février 2015, et il est immédiatement incarcéré.
Le 23 octobre 2015, après sa libération de prison, les membres du Saint-Synode des évêques de l'Église orthodoxe en Amérique ont canoniquement destitué l'archevêque Seraphim, désormais à la retraite, du statut et de toutes les fonctions sacrées de l'épiscopat, l'ont retiré de la rangs du clergé, et en le rendant au statut de moine laïc.